# Городская железная дорога Столичного региона (Веракрус)
Городская железная дорога Столичного региона (исп. El Tren Ligero Urbano de la Región Capital) — проектируемая система внеуличного железнодорожного транспорта, создающаяся на базе существующей инфраструктуры. Должна будет повысить мобильность в агломерации Халапы. Свяжет между собой столицу штата Веракрус город Халапа-Энрикес с пригородами Бандерилья, Эмилиано-Сапата, Рафаэль-Луcио и Коатепек. Проект организовывается Министерством связи и транспорта Мексики, Агентством по регулированию железнодорожного транспорта и Правительством штата Веракрус с октября 2019 года, и будет осуществлён на уже существующих железнодорожных путях, проходящих через город.
В конце февраля 2021 года губернатор Веракруса заявил, что проект был отложен из-за пандемии COVID-19, однако позднее объявил, что проект будет реализован к 2025 году. В первую очередь будет открыт участок длиной 15 км, включающий 12 станций. Во вторую очередь будет открыт участок длиной 2 км, включающий две станции.